# 伊朗学生通讯社
伊朗学生通讯社（Iranian Students News Agency，ISNA）是伊朗一家国营新闻机构。 伊朗学生通讯社成立于1999年12月，成立之初以报道伊朗大学的新闻為主，後报道內容擴展至伊朗国内和国际新聞。伊朗学生通讯社的编辑和记者主要來自学生，其中有近1000人為志愿者。